# Ray Martin
Ray Martin (* 11. Oktober 1918 in Wien; † 7. Februar 1988 in Johannesburg, Südafrika; vollständiger Name Raymond Stuart Martin, geboren als Kurt Kohn) war ein britischer Arrangeur und Orchesterleiter.

## Biografie
Martin wuchs in Österreich auf und studierte Violine und Komposition an der Wiener Musikakademie. 1937 ging er nach England, wo er als Violinist in einer Vaudeville-Show auftrat. Später trat er in die britische Armee ein und wurde wegen seiner Sprachkenntnisse der Aufklärung zugeteilt. Aufgrund seiner musikalischen Ausbildung wurde er dann aber Komponist und Arrangeur der Royal Air Force Central Band. Nach dem Krieg arbeitete er für das britische Militärradio in Hamburg, wo er aus den Hamburger Philharmonikern ein eigenes Orchester für die Sendung Melody from the Sky zusammenstellte. Die Sendung lief über 500 Mal im Programm der BBC.
Ab 1949 machte er auch Plattenaufnahmen mit eigenem Orchester und mit Sängern wie Julie Andrews und Lee Lawrence. Mit seinen Aufnahmen von Blue Tango und Swedish Rhapsody hatte er Top-10-Hits in den britischen Charts. Fünf Alben erschienen mit den Piccadilly Strings. Als Komponist ist er für mehr als 1200 Titel eingetragen und ab 1954 schrieb er auch die Musik für mehrere Filme.
1957 ging er in die USA, wo er für RCA Records eine Reihe von Alben aufnahm, darunter sein bekanntestes und erfolgreichstes, Dynamica. Als Arrangeur war er verantwortlich für die Living-Brass-Serie von Alben im Tijuana Sound, wie ihn Herb Alpert populär gemacht hatte.
1972 kehrte er nach Großbritannien zurück und acht Jahre später zog er schließlich nach Südafrika, wo er 1988 im Alter von 69 Jahren an Krebs starb.